# Zingiber cylindricum
Zingiber cylindricum là một loài thực vật có hoa trong họ Gừng. Loài này được George Henry Kendrick Thwaites miêu tả khoa học đầu tiên năm 1861, dựa theo tên gọi và mô tả rất ngắn (spike cylindrical, nghĩa là cành hoa bông thóc hình trụ) năm 1824 của Alexander Moon.

## Mẫu định danh
Mẫu định danh: C.P 2287; thu thập ở tọa độ khoảng 7°31′46″B 80°47′17″Đ / 7,52944°B 80,78806°Đ, tỉnh Trung Bộ, Sri Lanka. Mẫu isotype được lưu giữ tại Bảo tàng Lịch sử Tự nhiên Pháp ở Paris (P).

## Phân bố
Loài này có tại Sri Lanka. Môi trường sống là rừng, tại tỉnh Trung Bộ.

## Phân loại
Baker (1892) và Schumann (1904) xếp nó trong tổ Lampuzium / Lampugium (= tổ Zingiber).

## Mô tả
Cây cao 90–180 cm hoặc hơn. Lá thuôn dài-hình mác hoặc thẳng-hình mác, dài 12–20 cm, rộng 2,5–5 cm, thon nhỏ-nhọn thon, đáy nhọn, dạng màng, gần như không cuống, mặt trên nhẵn nhụi, gần gân mặt dưới đôi khi nhiều lông tơ. Bẹ tại đỉnh hình ống, không chẻ. Lưỡi bẹ ngắn, cắt cụt, dài 1 mm, dạng màng, tù, mặt ngoài nhiều lông. Cành hoa bông thóc mọc từ rễ, dài 7,5–10 cm, đường kính 3,8 cm, gần hình trụ đến thuôn dài-hình trụ, có cuống. Cuống cụm hoa dài 7–22 cm, mọc thẳng đứng, vảy 2,5 cm, tù, tại đoạn giữa bẹ hình ống. Lá bắc xếp lợp, thuôn tròn hoặc thuôn dài, dài 2,3-2,5 cm, màu hung đỏ hoặc nhạt màu, các lá bắc trên gần nhọn, các lá bắc thấp nhất tù. Ống tràng dài bằng lá bắc, các phần gần đều, hình mác, màu xanh lục. Cánh môi hình trứng ngược, 3 thùy, màu trắng ánh vàng không đốm, các tai ở đáy nhỏ và tù; các thùy thẳng, cắt cụt, thùy giữa rộng hơn. Quả nang gần hình cầu, màu từ hung đỏ tới đỏ. Hạt màu đen, áo hạt trắng.
Rất giống với Z. officinale, các bẹ hình ống không chẻ của các lá là đặc điểm phân biệt nó với loài kia.